# Robin Jones
Robin Dale Jones (ur. 2 lutego 1954 w Saint Louis, zm. 16 lipca 2018 w Chicago) – amerykański koszykarz, występujący na pozycji silnego skrzydłowego, mistrz NBA z 1977.

## Osiągnięcia
NBA
- Mistrz NBA (1977)[2]